# 安蒂·林特曼
安蒂·伊尔马里·林特曼（芬蘭語：Antti Ilmari Lindtman；1982年8月11日—）是一位芬兰从政人物。自2023年9月起他担任芬兰社会民主党主席。自2011年起他为芬兰议会议员，自2009年起他担任万塔市议会的主席。